# Амос (лансон)
«Амос» или «Аммос» — лансон военно-морского флота Османской империи, а затем Черноморского флота Российской империи, участник русско-турецкой войны 1787—1791 годов. В составе российского флота лансон находился с 1790 года, во время войны принимал участие во взятии крепости Браилов и Мачинском сражении. После войны использовался для перевозки грузов между портами Чёрного моря и в качестве брандвахтенного судна. 

## Описание судна
Один из парусно-гребных лансонов с деревянным корпусом захваченных у турок во время русско-турецкой войны 1787—1791 годов. Во время войны лансоны также строились и в российском флоте по образцу трофейных турецких судов и представляли собой небольшие одно- или двухмачтовые парусно-гребные суда, предназначавшиеся для действий против гребных судов противника, транспортировки войск, высадки десантов и содействию действиям войск на побережье. Длина лансона составляла 18,6 метра, ширина — 4,1 метра, а осадка — 1,3 метра. Артиллерийское вооружение судна состояло из 5 орудий.

## История службы

### В составе османского флота
Лансон принимал участие в русско-турецкой войне 1787—1791 годов, в кампанию 1790 года находился у Очакова в составе эскадры турецкого флота, где и был захвачен русскими войсками вместе с другими судами. Всего было захвачено 13 судов, из которых 12 были лансонами и одно судно требакой.

### В составе российского флота
После захвата в 1790 году все 12 лансонов под именами «Амос», «Андроник», «Дорофей», «Ирина», «Исидор», «Лаврентий», «Леонтий», «Мавра», «Марк», «Савва», «Трофим» и «Яков» были включены в Черноморский флот России, в составе которого продолжили участие в  русско-турецкой войне 1787—1791 годов. Сведений о судьбе захваченной требаки не сохранилось.
В кампанию 1791 года в составе гребной флотилии под командованием генерал-майора И. М. де Рибаса лансон принимал участие в штурме турецкой крепости Браилов, а 28 июня (9 июля) в сражении с турецкими судами под Манчином.
После войны в кампании с 1792 по 1798 год совершал плавания между портами Чёрного моря. В кампании 1799 и 1800 годов использовался для несения брандвахтенной службы в Очакове, а в 1804 году занимал брандвахтенный пост на Херсонском рейде.
Сведений о службе лансона после 1804 года, а также о его выводе из состава флота не сохранилось.

## Командиры лансона
Командирами лансона «Амос» в составе Российского императорского флота в разное время служили:
- лейтенант Н. Карин (1794—1796 годы)[6];
- мичман Н. Д. Критский (1799—1800 годы)[4];
- лейтенант Э. Е. Кардамаки (1804 год)[5].

### Комментарии
1. ↑  61 фут[1].
2. ↑  13 1/2 фута[1].
3. ↑  4 фута 2 дюйма[1].